# Anse Boileau (miejscowość)
Anse Boileau – miejscowość na Seszelach położona w zachodniej części wyspy Mahé, stolica dystryktu Anse Boileau.